# Takaya Kurokawa
Takaya Kurokawa (jap. 黒河 貴矢 Kurokawa Takaya; ur. 7 kwietnia 1981) – japoński piłkarz.

## Kariera klubowa
Od 2000 do 2016 roku występował w klubach Shimizu S-Pulse, Tokyo Verdy, JEF United Ichihara Chiba, Japan Soccer College i Albirex Niigata.

## Kariera reprezentacyjna
Został powołany do kadry na Igrzyska Olimpijskie w 2004 roku.